# Азарной, Фёдор Иванович
Фёдор Иванович Азарной (10 октября 1916—21 января 1984) — передовик советского сельского хозяйства, бригадир виноградарского совхоза имени Молотова Министерства промышленности продовольственных товаров СССР, Анапский район Краснодарского края. Участник Великой Отечественной войны. Герой Социалистического Труда (1955).

## Биография
Родился 10 октября 1916 года на территории Пятигорского отдела Терской области, ныне Предгорного района Ставропольского края. Русский. В начале 1930-х годов семья переселилась на Кубань в Анапский район, с 1933 года Фёдор Иванович трудился в местном виноградарском совхозе имени Молотова. После прохождения военной службы в Красной армии с 1937 по 1939 год вернулся в совхоз и трудился до повторного призыва в армию по мобилизации.

### На фронтах Великой Отечественной войны
Участник Великой Отечественной войны с 1941 года, был ранен в Крыму. После излечения дальнейший боевой путь прошёл на Краснознамённом Балтийском флоте мотористом подводной лодки «В-3» 2-го дивизиона подводных лодок. За мужество при обороне Ленинграда награждён Медалью «За оборону Ленинграда». За проделанную работу в Англии по освоению техники английской подводной лодки и хорошую работу на переходе из Англии в Советский Союз награждён орденом Красной Звезды.

### После войны
После демобилизации старший краснофлотец Азарной вернулся в Анапский район и продолжил работать в совхозе имени Молотова бригадиром виноградарей.
По итогам работы в 1952 году бригадир Ф. И. Азарной награждён орденом Ленина, а в следующем, 1953 году его бригадой получен урожай солнечной ягоды 164,5 центнера с гектара на площади 34,9 гектара.
Указом Президиума Верховного Совета СССР от 26 февраля 1955 года за получение в 1953 году высоких урожаев винограда шампанских сортов Азарному Фёдору Ивановичу присвоено звание Героя Социалистического Труда с вручением ордена Ленина и золотой медали «Серп и Молот».
В последующие годы бригада Ф. И. Азарного продолжала получать высокие урожаи винограда, в хозяйстве, переименованном в 1957 году в совхоз имени Ленина. Избирался делегатом XXII съезда КПСС (1961).
За успехи в развитии сельского хозяйства неоднократно являлся участником ВСХВ и ВДНХ, награждён золотыми и серебряными медалями и занесён в Книгу Почёта ВДНХ. Награждён медалью «За доблестный труд. В ознаменование 100-летия со дня рождения В. И. Ленина».
Скончался 21 января 1984 года от фронтовых ран.

## Награды
- Медаль «Серп и молот» (26.02.1955)
- Орден Ленина (26.02.1955)
- Орден Ленина (3.11.1953)
- Орден Трудового Красного Знамени (26.09.1950)
- Орден Трудового Красного Знамени (27.08.1951)
- Орден Красной Звезды (04.09.1944)
- Медаль «За оборону Ленинграда» (22.12.1942)
- Две медали «За трудовую доблесть» (28.08.1952; 28.05.1960)
- Медаль «В ознаменование 100-летия со дня рождения Владимира Ильича Ленина» (6 апреля 1970)
- Медаль «За победу над Германией в Великой Отечественной войне 1941—1945 гг.» (9 мая 1945[2])
- Юбилейная медаль «Двадцать лет Победы в Великой Отечественной войне 1941—1945 гг.» (7 мая 1965[3])
- Юбилейная медаль «Тридцать лет Победы в Великой Отечественной войне 1941—1945 гг.»[4]
- Медаль «Ветеран труда»
- Большая Золотая медаль ВСХВ (21.03.1956)
- Малая Золотая медаль ВСХВ (24.03.1955)
- Большая Серебряная медаль ВСХВ (14.02.1957)
- Большая Серебряная медаль ВДНХ (12.03.1960)
- Серебряная медаль ВДНХ (24.09.1965)

## Память
- На могиле установлен надгробный памятник.
- Имя Героя золотыми буквами вписано на мемориальной доске в Краснодаре.